# Ringgold (Louisiana)
Ringgold és una població dels Estats Units a l'estat de Louisiana. Segons el cens del 2000 tenia 1.660 habitants.

## Demografia
Segons el cens del 2000, Ringgold tenia 1.660 habitants, 636 habitatges, i 410 famílies. La densitat de població era de 276,3 habitants/km².
Dels 636 habitatges en un 32,4% hi vivien nens de menys de 18 anys, en un 34,4% hi vivien parelles casades, en un 26,3% dones solteres, i en un 35,4% no eren unitats familiars. En el 32,1% dels habitatges hi vivien persones soles el 17% de les quals corresponia a persones de 65 anys o més que vivien soles. El nombre mitjà de persones vivint en cada habitatge era de 2,49 i el nombre mitjà de persones que vivien en cada família era de 3,13.
Per edats la població es repartia de la següent manera: un 28,9% tenia menys de 18 anys, un 8,9% entre 18 i 24, un 21,1% entre 25 i 44, un 21,6% de 45 a 60 i un 19,6% 65 anys o més.
L'edat mediana era de 37 anys. Per cada 100 dones de 18 o més anys hi havia 68 homes.
La renda mediana per habitatge era de 15.326 $ i la renda mediana per família de 21.563 $. Els homes tenien una renda mediana de 25.000 $ mentre que les dones 15.625 $. La renda per capita de la població era de 9.817 $. Entorn del 36,5% de les famílies i el 38,4% de la població estaven per davall del llindar de pobresa.

## Poblacions més properes
El següent diagrama mostra les poblacions més properes.